# Burgess Meredith
Oliver Burgess Meredith (født 16. november 1907, død 9. september 1997) var en amerikansk skuespiller, instruktør, producent og forfatter i teater, film og tv. Aktiv i mere end seks årtier, Meredith er blevet kaldt "en virtuos skuespiller" og "en af de mest vellykkede skuespillere i århundredet".